# Magas (miasto)
Magas (ros. Магас) – miasto w Federacji Rosyjskiej, od grudnia 2000 roku oficjalna stolica republiki Inguszetia. W 2010 roku liczyło ok. 2,5 tys. mieszkańców.
Miasto o nazwie Magas istniało na terenie dzisiejszej Inguszetii już w czasach starożytnych. Założone w II w. n.e., było dawniej głównym ośrodkiem średniowiecznego państwa górskich narodów Kaukazu – Alanii. W XIII wieku miasto zostało zniszczone przez wojska Batu-chana. W 1395 roku dotkliwy cios zadał mu najazd Timura.
W październiku 1994 roku prezydent Inguszetii Rusłan Auszew zadecydował o budowie na miejscu starożytnego miasta nowej stolicy Inguszetii, która zachowałaby dawną nazwę (oznaczającą w języku inguskim miasto słońca). Od 31 października 1998 roku miasto jest siedzibą prezydenta Inguszetii. Od 1999 roku siedziba rządu i parlamentu, od grudnia 2000 roku stolica Inguszetii. Magas, położony zaledwie 4 km od poprzedniej stolicy kraju – Nazrania, znajduje się w dalszym ciągu na etapie budowy. Przewiduje się, że zamieszka w nim około 30 tys. mieszkańców, głównie rodzin członków pracowników administracji państwowej. Magas zaprojektowany jest wyłącznie jako centrum administracyjne, w którym nie przewiduje się lokalizacji jakichkolwiek obiektów przemysłowych.
19 grudnia 2002 roku prezydent Inguszetii Murat Ziazikow wydał dekret, w którym ogłosił 15 kwietnia Dniem miasta Magas.